# Kyselina pipekolová
Kyselina pipekolová (piperidin-2-karboxylová) je organická sloučenina se vzorcem HNC5H9CO2H, karboxylová kyselina odvozená od piperidinu, jedná se tedy o (nekódovanou) aminokyselinu. Podobně jako většina dalších α-aminokyselin je chirální, častěji se vyskytuje S-stereoizomer.
Biosyntéza této kyseliny začíná u lysinu. Do syntézy se zapojuje protein CRYM, který na sebe váže také hormony štítné žlázy.

## V lékařství
Hromadění kyseliny pipekolové v krvi se označuje jako pipekolová acidémie. Zvýšené množství kyseliny pipekolové je spojeno s některými druhy epilepsie.

## Výskyt a reakce
Podobně jako mnohé další aminokyseliny působí kyselina pipekolová jako chelatační činidlo. K jejím komplexům patří mimo jiné Cu(HNC5H9CO2)2(H2O)2.
Kyselina pipekolová byla nalezena v Murchisonském meteoritu. Také se vyskytuje v listech stromů z rodu vonodřev (Myroxylon).